# Whitney Stevens
Whitney Stevens (Panama, 25 agosto 1987) è un'attrice pornografica panamense.

## Biografia
Ha girato il suo primo film porno nel 2006, all'età di circa 19 anni.
Dichiara di non intraprendere relazioni sentimentali, per via della propria carriera. Dice che se dovesse vedersi con qualcuno, sarebbe qualcuno "dell'industria", in quanto sarebbe più facile.

## Caratteristiche e specialità
La Stevens ha due tatuaggi: una stella sul dorso della mano sinistra e una rosa sul retro della spalla destra.
Svolge la professione di attrice pornografica anche la sorella maggiore Britney,, con la quale Whitney ha affermato in un'intervista di aver fatto sesso, non solo sul set.
Dichiara che le caratteristiche fisiche in lei più apprezzate siano il seno e gli occhi, ma che durante le scene guarda troppo la telecamera, cosa che secondo lei è un difetto, poiché potrebbe imbarazzare gli spettatori. È mancina.

## Filmografia
- 110% Natural 11 (2006)
- Big Giant Titties 3 (2006)
- Big Titty Christmas (2006)
- Big White Wet Sticky Tits (2006)
- Breast Worship 1 (2006)
- Cock Smokers 60 (2006)
- Control 4 (2006)
- Cream Filled Holes 4 (2006)
- Cum Play With Me 2 (2006)
- Fresh out the Box 5 (2006)
- I Was Tight Yesterday 5 (2006)
- I'm a Bucket of Cum (2006)
- Jack's POV 5 (2006)
- Juggernauts 6 (2006)
- Just Over Eighteen 16 (2006)
- Lewd Conduct 29 (2006)
- POV Pervert 7 (2006)
- Share My Cock 3 (2006)
- Smoke Touches Everyone (2006)
- Spring Chickens 17 (2006)
- Stuffin Young Muffins 6 (2006)
- Teen Cock Rockers 2 (2006)
- Teens In Tight Jeans 2 (2006)
- Teens With Tits 8 (2006)
- Tittyland 5 (2006)
- Top Heavy Tarts 2 (2006)
- Young Girls With Big Tits 7 (2006)
- Young Stand-Up Titties 1 (2006)
- Anal Cavity Search 3 (2007)
- Ass Addiction 2 (2007)
- Bachelor Party Fuckfest 4 (2007)
- Bang Van 11 (2007)
- Barely 18 36 (2007)
- Barely Legal POV 1 (2007)
- Big Bodacious Knockers 2 (2007)
- Big Butt Brotha Lovers 8 (2007)
- Big Dicks Bouncing Tits 1 (2007)
- Big Gulps 3 (2007)
- Big Natural Tits 2 (2007)
- Big Natural Titties (2007)
- Big Natural Titties 3 (2007)
- Big Naturals 2 (2007)
- Big Sausage Pizza 15 (2007)
- Big Tit Patrol 5 (2007)
- Big Tits Round Asses 4 (2007)
- Big Titty Solos (2007)
- Bob's Video 201: Clear Evidence Of Global Warming (2007)
- Bob's Video 202: Be My Valentino (2007)
- Bodacious Video Magazine 4 (2007)
- Boob Bangers 4 (2007)
- Boobs Like Whoa (2007)
- Boobsville's Young and Busty 3 (2007)
- Bring 'um Young 24 (2007)
- Busty Beauties: Jumbo Jugs (2007)
- Control 6 (2007)
- Cum On My Stockings 2 (2007)
- Daddy's Girl Is A Bad Girl 3 (2007)
- Double Decker Sandwich 10 (2007)
- Face Invaders 2 (2007)
- Face Time (2007)
- Fucking Myself 2 (2007)
- Full Gallon Juggs 1 (2007)
- Great Big Boobies 1 (2007)
- Hellcats 12 (2007)
- His Ass Is Mine 2 (2007)
- Huge Boobs Galore 4 (2007)
- I Can't Believe I Took The Whole Thing 13 (2007)
- I'm A Big Girl Now 7 (2007)
- Jack's Big Tit Show 5 (2007)
- Jack's POV 10 (2007)
- Lil' Bit Of Everything (2007)
- Love Life (2007)
- Meet the Twins 6 (2007)
- Midnight Prowl 10 (2007)
- Mouth 2 Mouth 9 (2007)
- My Mom Craves Black Cock 1 (2007)
- Naked Aces 1 (2007)
- Naturally Stacked 3 (2007)
- Naturals 2 (2007)
- Nice Rack 14 (2007)
- Nice Rack 15 (2007)
- Obsessed With Breasts 1 (2007)
- POV Casting Couch 22 (2007)
- POV Pervert 8 (2007)
- Real Racks 4 (2007)
- Rub My Muff 14 (2007)
- Share My Cock 7 (2007)
- Super Naturals 6 (2007)
- Super Naturals 7 (2007)
- Swallow My Children (2007)
- Swallow This 10 (2007)
- Sweet Cheeks 9 (2007)
- Teen Fuck Holes 8 (2007)
- Teen Pink and 18 4 (2007)
- Teenage Anal Princess 6 (2007)
- Teenage Pink POV 1 (2007)
- Thanks for the Mammories 1 (2007)
- Thanks For The Mammories 2 (2007)
- Throb 3 (2007)
- Tit Worship 1 (2007)
- Tit-Fuck Tryouts (2007)
- Tits Ahoy 5 (2007)
- Titty Worship 5 (2007)
- Tittyland 7 (2007)
- Top Heavy 3 (2007)
- Top Heavy Tarts 4 (2007)
- Ultimate Fucking Championship (2007)
- Wasted Youth 3 (2007)
- Young Girls With Big Tits 1 (2007)
- Young Models 5 (2007)
- All New Busty Beauties (2008)
- Asses of Face Destruction 4 (2008)
- Asses of Face Destruction 5 (2008)
- Barely Legal Oral Education 2 (2008)
- Belladonna's Cock Pigs 1 (2008)
- Big Boob Orgy 1 (2008)
- Big Boob POV 3 (2008)
- Big Naturals 5 (2008)
- Big Naturals 6 (2008)
- Big Naturals 8 (2008)
- Big Tits Round Asses 6 (2008)
- Big Tits Round Asses 9 (2008)
- Big Wet Tits 7 (2008)
- Black by Injection 1 (2008)
- Blow Me Sandwich 12 (2008)
- Boobaholics Anonymous 4 (2008)
- Boobtastic (2008)
- Busty Alexis Silver 36G (2008)
- Busty Beauties: Mammary Lane (2008)
- Busty Beauties: Maximum Boobs (2008)
- Cleavage (2008)
- Curve Appeal (2008)
- Everybody Loves Big Boobies 4 (2008)
- Frat House Fuckfest 8 (2008)
- Fresh Meat 24 (2008)
- Hose on Hoes (2008)
- I Love Ass Cheeks 2 (2008)
- I Love Your Cock (2008)
- Jerk Me And Swallow It All (2008)
- Load Warriors 1 (2008)
- Monsters of Cock 16 (2008)
- More Than A Handful 17 (2008)
- My Big Fat Tits 2 (2008)
- Old Geezers Young Teasers 2 (2008)
- Phat Ass Tits 5 (2008)
- Porn Week: Los Angeles Vacation (2008)
- POV Handjobs 2 (2008)
- Rack It Up 2 (2008)
- Rack Riders (2008)
- Stacked Street Sluts 1 (2008)
- Stacked Street Sluts 2 (2008)
- Strap Attack 8 (2008)
- Sugar (2008)
- Sugar Town (2008)
- Super Naturals 9 (2008)
- Superwhores 13 (2008)
- Teenage Wasteland 1 (2008)
- This Ain't the Munsters XXX (2008)
- Titty Bangers 2 (2008)
- American Swingers (2009)
- Best Breasts (2009)
- Big Boob Circus (2009)
- Big Fucking Titties 6 (2009)
- Big Tits Like Big Dicks 2 (2009)
- Big Tops 3 (2009)
- Boobstravaganza 15 (2009)
- Bounce 1 (2009)
- Bounce 2 (2009)
- Busty Beauties: Jugs of Authority (2009)
- Busty Solos 2 (2009)
- Chunky Butts 2 (2009)
- College Wild Parties 13 (2009)
- Cum Hunters 1 (2009)
- Fuck a Fan 2 (2009)
- Fuck Team 5 3 (2009)
- Handjob Winner 1 (2009)
- Honey Bunz (2009)
- I Wanna Bang Your Sister (2009)
- Lexington Loves Huge White Tits (2009)
- Magical Feet 2 (2009)
- Meet the Twins 14 (2009)
- Natural Knockers 15 (2009)
- Rollin' with Goldie 2 (2009)
- Score POV (2009)
- Suck My Asshole Bitch (2009)
- Tasty Titties 3 (2009)
- Teenage All Stars (2009)
- Titanic Tits (2009)
- Tits and Tugs 5 (2009)
- Tunnel Butts 2 (2009)
- University Bubble Butts 1 (2009)
- White Trash Nurses (2009)
- Young Girls' Fantasies 10 (2009)
- Any Way You Want It (2010)
- Gimme a Fucking Spring Break 3 (2010)
- Gimme a Fucking Spring Break 4 (2010)
- Make Them Gag 3 (2010)
- Porn Week: Porn Fan Vacation Los Angeles (2010)
- Tits and Tugs 6 (2010)
- Watching Savanna (2010)
- XXX at Work 4 (2010)
- Young Guns (2010)
- Best of Facesitting 10 (2011)
- D+ Students 1 (2011)
- Deep Throat This 48 (2011)
- Gimme a Fucking Spring Break 5 (2011)
- Hardscore 3 (2011)
- Hot Anal Auditions 1 (2011)
- Huge Boobs (2011)
- Just Over 18 11 (2011)
- Taking It All (2011)
- Teen Knockouts (2011)
- All Over Her Face 3 (2012)
- Highway Hoes 4 (2012)
- Sucked Off by Sisters (2012)
- This Isn't Piranha 3DD ...It's a XXX Spoof (2012)
- Busty Anal Sluts 2 (2013)
- Can You Handle Huge Tits 3 (2013)
- Greatest Tits (2013)
- Sweet Mammaries (2013)
- Evan Stone Presents The Hottest Sluts in Porn (2014)
- Natural Jumbo Juggs (2014)
- Tits and Tugs Hardcut 1 (2014)

## Premi e nomination
- 2007 - XRCO Award - Cream Dream (nomination)[4][5]
- 2007 - Rog Awards, Premio della critica - Best Newbie[6]